# カナダ共産党
カナダ共産党（かなだきょうさんとう、Communist Party of Canada、CPC）とは、カナダの共産主義政党。現在はカナダ議会、 地方議会とも議員がいないミニ政党であるものの、嘗てはカナダ議会の他オンタリオ、マニトバの各州議会などに議員を擁していた。自由党に次いで国内で2番目に古く、非合法とされた経験のある（1921年、1932年及び1940年）唯一の政党でもある。

## 2011カナダ総選挙での綱領
2011年カナダ総選挙では「企業支配の終焉と、社会主義並びに労働者階級による権力掌握に向けた抜本的変革」を主張しており、以下の目標や政策を掲げた。
- 完全雇用や最低賃金の引き上げ、32時間労働を含む労働環境の改善
- 団結権や団体交渉権、団体行動権（労働三権）の擁護
- 36000ドル未満の収入への減税や譲渡所得税の復活を含む累進課税の強化
- 上院の廃止や選挙権取得年齢を16歳に引き下げ、連邦議会議員の解職などの選挙制度改革
- エネルギーや天然資源の国有化及び化石燃料や原子力から再生可能エネルギーへの転換
- 平和主義や軍縮に基づく外交政策を進め、アフガニスタン戦争やリビア内戦への関与を止める。また、北大西洋条約機構 (NATO) や北アメリカ航空宇宙防衛司令部 (NORAD) から脱退
- 社会福祉体制の維持・拡充
- 北米自由貿易協定から脱退
- 公共住宅の拡充と失業による立ち退き・抵当流れの禁止
- 先住民及びケベック州の主権を尊重し、分離独立を視野に入れた新憲法の制定
- 食糧主権を支持

## 党史

### 起源
1921年5月28日及び29日、オンタリオ州ゲルフ郊外にて結成。当初は非合法とされ、結党時のメンバーの多くは労働組合関係者や反戦活動家であった。同年12月にコミンテルンカナダ支部へ加入したため、世界の共産党と同様の組織形態や政策を採ることとなった。1920年代から30年代にかけては合法化と非合法化とを繰り返し、1922年2月戦時措置法により「カナダ労働者党」と名を改め、3月には機関紙の発行を開始した。戦時措置法が1924年にカナダ議会で失効すると地下組織は解散、党名もカナダ共産党に戻す。
1925年までには、鉱山及び林業労働者を中心として党員数が約4500名となる。なお、党員の多くはフィンランドやウクライナからの移民が多い地域の出身であった。1922年から29年にかけて、地方支部が「加入戦術」の一環としてカナダ労働党にも入党している。ケベック州など一部地域では共産党が労働党組織を主導するようになり、選挙でも候補を擁立しなかった。1925年にはウィリアム・コリスニクが（労働党の公認候補ではあったが）北米初の共産党連邦議会議員に当選。

### 内部分裂と除名
1927年から1929年にかけて、トロツキストなどの除名へとつながる、一連の政策論争やイデオロギー上の内部分裂を経験した。これは機関紙編集長及び党議長のモーリス・スペクターや、スペクターの除名を支持しながらも派閥闘争で党書記長の地位を追われたジャック・マクドナルドにまで及んでおり、最終的には党員の支持が大きく失われてしまった。しかし、1930年代初頭までの党内論争を経て、党員の圧倒的多数が党への残留を明言する。この間、1929年にはティム・バックが党書記長に就任。

### 世界恐慌
1929年末に発生した世界恐慌は、カナダのみならず国際的にも永きにわたる経済危機の切っ掛けとなる。共産党は恐慌を資本主義の危機として、組織的批判を行った唯一の政党であった。また、失業保険や国民健康保険、若年層に対する就業支援や農家への価格保障を初めて提起している。カナダ史に対する共産党の影響力を示すものとして、1930年代に成されたこれらの要求の多くは、遂にその後数十年で連邦、地方を問わず立法化されてゆく。
しかしながら1931年、党幹部が逮捕・投獄されることとなる。党自体は存在したものの、公権力からの弾圧により、1934年に大規模な運動を経て共産党員が釈放されるまで、地下組織での活動を余儀無くされた。特にティム・バックの釈放に際し、党はメープルリーフ・ガーデンズにて記念集会を開催、17000人以上もの支持者が詰め掛けている。
党が非合法とされる中でも、エステヴァンでの鉱山労働者によるストライキのような歴史的な労働争議にて、重要な役割を果たした労働者団結同盟（WUL）やカナダ労働防衛同盟などを組織した。こうした中1934年、コミンテルンの方針転換に合わせ、反ファシズム統一戦線論に基づき、社会民主主義者や改良主義者との共闘路線を進めた。一方、プレーリーでは官憲の目を掻い潜り農家団結同盟を結成、数百名の農家を動員し立ち退き反対運動や飢餓行進を繰り広げた。その他、労働者階級に属する若年層の数少ない娯楽の場の1つである、労働者スポーツ協会なども立ち上げている。
スペイン内戦に際しては、国際旅団の一員として1500名以上を動員。その中の1人で、携帯型輸血装置を発明したことでも知られる医学博士のノーマン・ベチューン（白求恩）は、後に国共内戦で中国共産党と行動を共にした。世界恐慌時に労働党や社会党と共闘したように、スペイン内戦でも協同連邦党（CCF）の党員と手を組む局面が見られた。
1935年以後、重要問題につきCCFと選挙連合を結成して戦うことを主張する。この提案はCCFでも議論となったが、1936年にオンタリオ州の党大会で否決された以外は、ブリティッシュ・コロンビア、アルバータ、そしてサスカチュワンの各州の党大会で軒並み賛成となった。
なお、1937年にはケベック州のデュプレシス政権（当時）が、「共産主義者」の財産を差し押さえる権限を警察に与える、「共産主義のプロパガンダからケベックを守るための法律」を可決（同法では「共産主義者」の明確な定義は無い）。ファシスト団体がユダヤ人や共産主義者らを攻撃し始めたのも、この時期のことである。

### 第二次世界大戦
ファシズムの危険を国民に警告すべく奮闘するも、論争を重ねた結果、共産党は第二次世界大戦の開戦を反ファシズム戦争ではなく、資本主義国家同士の戦闘と見做すことになった。いずれにせよカナダが第二次世界大戦へ参戦した直後の1940年、戦時措置法により結社禁止を余儀無くされる。党幹部が続々と収容所に収監されるにつれ、地下活動を行ったりアメリカ合衆国へ亡命する党員もいた。収容所の環境が極めて劣悪だったため、収容者の妻は家族の接見や釈放を求めて公民権運動を展開。
1941年のバルバロッサ作戦と独ソ不可侵条約の崩壊に伴い、党内でも議論を開始、戦争の本質が反ファシズム闘争に転化したとの結論に達する。そのため、これまでの戦争反対を撤回。1944年に行われた徴兵制導入を巡るレファレンダムに際しては、「ティム・バック国民投票委員会」を立ち上げ、「賛成」を支持するキャンペーンを全国で行った。
投票の後、同委員会は「イギリス自治領共産主義-労働者総力戦委員会」と名を改め、工業生産の増大に寄与すべく、ストライキも打たず全力で総力戦を支援する。この間、1940年にはドリス・ニールソンが党初のカナダ議会議員に当選を果たす。ニールソンは人民戦線「進歩的統一」公認候補として、サスカチュワン州北バトルフォード選挙区から出馬し、少なからぬCCFの個人的な支援を得て議席を勝ち取っている。なお、ニールソンは、自らが共産党員である事実を1943年まで伏せていた。

### 労働進歩党と冷戦
共産党は依然として非合法のままであった。しかし、ソビエト連邦の参戦と収容者の釈放により、1943年には国内の共産主義者が合法組織として労働進歩党（LPP）を立ち上げ、1959年まで候補を擁立。1940年代半ばを頂点に、連邦、地方を問わず14名の当選者を出した。党名を共産党に戻して以後の1960年代半ばにおいて、アメリカ合衆国国務省は党員数を3500名程度とした。

### ソビエト連邦崩壊と党分裂
殆どの共産主義政党と同様、ソビエト連邦の崩壊後危機を迎えた。当時ジョージ・ヒューイソン書記長体制（1988年 - 91年）の下、共産党並びに同党の一般党員の一部が、党の指導原理としてのマルクス・レーニン主義を放棄し、党自体を解散した上で、これに変わる左派・社会民主主義的団体の創設を模索し始めたのである。
長引くイデオロギー的政治的危機は党内に混乱を齎しただけで、最終的にはヒューイソン率いる中央委員会の多数派がマルクス・レーニン主義の放棄を決定した。しかし、ミゲル・フィギュエロアやエリザベス・ローリー、元党幹部のウィリアム・カシュタンら中央委員会の少数派が、この決定に異議を申し立てる。
1990年秋の第28回党大会にて、ヒューイソン派は中央委員会の主導権を何とか維持したものの、翌春までには、党員の間でヒューイソン指導部の改良主義的な方針が批判されるようになった。ブリティッシュ・コロンビア、オンタリオ両州で1991年に開かれた党大会では、いずれもヒューイソンへの不満が爆発、ヒューイソン派の関係者が放逐されている。
ヒューイソン派は同年8月27日、ローリーら方針に批判的な11名の党幹部を除名処分に付すとともに、オンタリオ州委員会を解散に追い込んだ。ただ、地方支部並びに委員会の大多数は除名に反対しており、深まる危機を民主的な手法で解決するべく、臨時党大会の開催を要求。10月の中央委員会会議でも抗議が相次いだが、臨時党大会は開かれなかった。
残された選択肢は、ローリーら除名された党員がヒューイソン派と法廷で争うしか無かったが、両者による数ヶ月にわたる交渉の後、何とヒューイソン指導部が離党することになったのである。ヒューイソン派の離脱後初の党大会が1992年12月に開かれ、代議員は共産党の存続を承諾した（それ故大会の名称は第30回共産党大会となった）。代表委員はヒューイソン派が口火を切った改良主義的政策を拒絶し、マルクス・レーニン主義組織として再出発を宣言、併せてフィギュエロアを新党首に選出した。

### フィギュエロア裁判
党の刷新を図ったものの、支持基盤や財源が極端に弱体化したため、今や党存続すら危うい。選挙法改正により連邦議会議員選挙で50名の公認候補を擁立出来ない政党は、自動的に政党要件が失われ、資産が差し押さえられることになったためである。1993年の総選挙では50名の候補を擁立する状況に無く（8名の候補しか擁立出来ず）、資産が差し押さえられてしまった。
これについては13年間の永きにわたり裁判闘争が繰り広げられるが、緑の党などミニ政党の支援を受けるなど、世論の幅広い支持を得ている。裁判の結果、選挙法から連邦議会議員選挙で50名の公認候補を擁立出来ない政党は、資産が差し押さえられるとの条文が削除（2000年）。こうした勝利は政治的信条にかかわらず、他のミニ政党の多くからも、民主的に選択する権利にとっての勝利と受け止められた。

### ケベックの共産主義者
国内に1つ以上の国家が存在するというカナダの国情を反映し、1965年11月にCPCはケベック共産党（Parti communiste du Québec、PCQ）を設立。PCQはCPCとは「別個の団体」ではあるが、政策や統制の面では完全に同党の支配下にあった。
ただ、ケベックの主権を保証し、分離独立する権利をも視野に入れた新憲法の制定目指すなど独自性が強く出ることもある。CPCが危機に見舞われた1990年代には、やはりPCQ内部も混乱を来たした結果事務所を閉鎖、残った党員はCPCを離党。共産主義者並びに共産主義団体がPCQを再建したのは、1997年になってからであった。

## 近年の躍進
2010年2月にトロントで第36回党大会を開催。地元紙の記事によると、65名の代議員が参集し、ミゲル・フィギュエロア党首は時期連邦議会議員選挙にて25名の公認候補を擁立する方針を固めたという。

## 歴代書記長
- トム・バーピー 1921年5月 - 12月
- ウィリアム・モリアーティ 1921年 - 1923年
- ジャック・マクドナルド 1923年 - 1929年
- ティム・バック 1929年 - 1962年
- レスリー・モリス 1962年 - 1964年
- ウィリアム・カシュタン 1965年 - 1988年
- ジョージ・ヒューイソン 1988年 - 1992年
- ミゲル・フィギュエロア 1992年 - 2015年
- エリザベス・ロウリー 2015年 -

## 歴代議長
- モーリス・スペクター 1921年 - 1928年
- ウィリアム・カーダシュ 1943年 - ?
- ティム・バック 1962年 - 1973年

## 党勢
| 選挙  | 候補者数 | 当選者 | 得票数  | 得票率 |  |
| ----- | -------- | ------ | ------- | ------ |  |
| 1930  | 6        | 0      | 4,557   | 0.12%  |  |
| 1935  | 13       | 0      | 27,456  | 0.46%  |  |
| 19401 | 9        | 0      | 14,005  | 0.36%  |  |
| 19452 | 68       | 1      | 111,892 | 2.13%  |  |
| 19492 | 17       | 0      | 32,623  | 0.56%  |  |
| 19532 | 100      | 0      | 59,622  | 1.06%  |  |
| 19572 | 10       | 0      | 7,760   | 0.12%  |  |
| 19582 | 18       | 0      | 9,769   | 0.13%  |  |
| 1962  | 12       | 0      | 6,360   | 0.08%  |  |
| 1963  | 12       | 0      | 4,234   | 0.05%  |  |
| 1965  | 12       | 0      | 4,285   | 0.06%  |  |
| 1968  | 14       | 0      | 4,465   | 0.05%  |  |
| 19723 | 31       | 0      | n.a.    | n.a.   |  |
| 1974  | 69       | 0      | 12,100  | 0.13%  |  |
| 1979  | 71       | 0      | 9,141   | 0.08%  |  |
| 1980  | 52       | 0      | 6,022   | 0.06%  |  |
| 1984  | 52       | 0      | 7,551   | 0.06%  |  |
| 1988  | 51       | 0      | 7,066   | 0.05%  |  |
| 19934 | 不明     | 0      | 不明    | 不明   |  |
| 19974 | 不明     | 0      | 不明    | 不明   |  |
| 2000  | 52       | 0      | 8,779   | 0.07%  |  |
| 2004  | 35       | 0      | 4,564   | 0.03%  |  |
| 2006  | 21       | 0      | 3,022   | 0.02%  |  |
| 2008  | 24       | 0      | 3,639   | 0.03%  |  |
| 2011  | 20       | 0      | 2,894   | 0.02%  |  |
| 2015  | 26       | 0      | 4,382   | 0.02%  |  |
| 2019  | 30       | 0      | 3,905   | 0.02%  |  |
| 2021  | 26       | 0      | 4,700   | 0.03%  |  |

1: ドリス・ニールソンは共産党員であったが、「進歩的統一」公認候補として当選している
2: 共産党は1941年に非合法化されたのを受け、1943年から1959年にかけて労働進歩党の名で公認候補を擁立した
3: 1972年に新選挙法が施行され、公認候補が50名を下回ってしまった場合、公党としての資格を喪失することとなった。共産党はこれに届かなかったため、32名の候補者は「無所属」として扱われた
4: 1993年総選挙の時点で50名の公認候補を擁立できなかった結果、候補者は「無所属」として扱われた。なお、党の地位は2000年総選挙まで回復されなかったため、1993年、1997年の各総選挙で何名の党員が「無所属」として出馬したかは不明